# Pezosiren
Pezosiren es un género extinto de sirenio primitivo descrito a partir de un esqueleto fósil hallado en Jamaica, descrito en 2001 por Daryl Domning, paleontólogo de mamíferos en la Universidad de Howard en Washington D. C.. Se cree que vivió hace 50 millones de años, probablemente llevando un estilo de vida anfibio similar al de un hipopótamo, y es un perfecto ejemplo de una forma transicional entre un mamífero terrestre y uno marino.
Poseía un cráneo y una forma corporal parecida a la de muchos de los sirenios modernos, como los manatíes y los dugones, pero también tenía cuatro patas bien desarrolladas con pies y manos, aún adaptados para caminar en tierra.

## Descubrimiento
En la década de 1990 se hallaron fósiles de vertebrados en depósitos lacustres en Seven Rivers en Jamaica por Daryl Domning et al.. El sitio es rico en fósiles, y alberga cientos de huesos de varios vertebrados acuáticos, un rinoceronte primitivo, y posiblemente un primate. En 2001 Domning describió un sirenio primitivo de este sitio denominándolo Pezosiren portelli, basado en un esqueleto casi completo. Es el primer sirenio cuadrúpedo conocido, siendo transicional entre los sirenios marinos y los terrestres. Pezosiren poseía cuatro extremidades para andar por tierra pero con los dientes, cráneo y costillas típicos de los sirenios acuáticos "normales". Sus pesadas costillas, que proveían lastre, indicando que pasaba parte de su tiempo en el agua. El sitio Seven Rivers no solo es uno de los muy raros ejemplos de un depósito fósil que no es una caverna en las Antillas, sino que es el más antiguo descubierto hasta ahora, datando de finales del Eoceno Inferior o principios del Eoceno Medio. La edad de la formación fue atribuida por Robinson en 1988.
La presencia de este mamífero anfibio en Jamaica puede ser evidencia de un puente terrestre que en el Eoceno conectaba a Norteamérica, el Arco mexicano, el Bloque Chortis, el surgimiento de Nicaragua y Jamaica. Independientemente del origen de este sirenio, no tuvo mayor impacto en la historia de los mamíferos antillanos, debido a que Jamaica quedó sumergida poco después y con ella su biota terrestre. El resto de la fauna fósil asociada consiste mayormente en vertebrados acuáticos —peces, crocodilianos y tortugas— y una especie de rinocerótido (Hyrachyus).